# Danse des bâtons
 (septembre 2024).

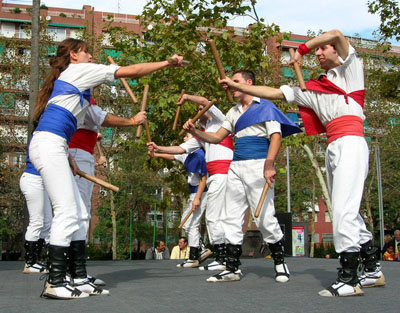
Bastoners jouant dans les rues de Barcelone.

La danse des bâtons (en catalan ball de bastons) est une danse populaire très répandue en Catalogne, en Aragon, dans la Communauté valencienne et en Castille et Léon, où elle est connue sous le nom de « danzas de paloteo ». Sous ce nom, on trouve un ensemble de danses dont l'élément principal est un ou deux bâtons que l'on frappe l'un contre l'autre. Les bastonets d'Algemesí sont aussi un type de danse des bâtons.
Ces danses étaient très populaires au XVe siècle et persistent en France, en Italie, en Angleterre et au Pays de Galles (Morris dance), en Espagne (paloteo ou troqueado) et au Portugal (dança de pauliteiros). Dans les cultures du Maghreb, il existe également des danses traditionnelles avec des bâtons, dont certains pas ont été intégrés à la danse du ventre.
Au début, il s'agissait d'une danse à laquelle seuls les hommes participaient, mais depuis les années 1960, les femmes sont également présentes ; aujourd'hui, elles sont très importantes, bien que dans certaines villes, la danse soit encore exclusivement réservée aux hommes (par exemple à Montblanc, Catalogne).

## Symbologie
Il semble que dans la Communauté valencienne, en Catalogne et en Aragon, le symbolisme de la danse des bâtons soit l'interprétation de deux groupes qui combattent, en faisant des mouvements différents et en alternant le combat avec l'entrelacement des groupes, qui se distinguent par les couleurs de leurs costumes. À Algemesí spécifiquement, c'est une danse guerrière.

## Bâtons
Les cannes, élément essentiel de cette danse, sont normalement faites de bois dur et mesurent environ 40 à 60 cm de long, avec une épaisseur d'environ 5 cm. Ces caractéristiques ne sont pas générales, car chaque groupe a ses propres cannes, fabriquées selon son propre goût.

## Habillement
Les vêtements varient beaucoup en fonction du village, de la région ou du groupe qui exécute cette danse, mais il existe des éléments communs. Les chaussures, la « espardenya » (espadrille), un pantalon blanc, une petite jupe, une ceinture de couleur, une chemise blanche et un mouchoir de couleur (celui qui représente chaque groupe) croisé sur la poitrine. Certains groupes ne portent pas de jupe, d'autres portent des pantalons en velours, des foulards ou d'autres éléments spécifiques à chaque lieu.